# Clavicyterium
Et clavicyterium (eller clavicytherium) er et opretstående musikinstrument af cembalofamilien. Meget tyder på, at den ældste form for cembalo var opretstående. Dette kan skyldes at instrumentet kan være udviklet ud fra harpen eller at det blev bygget i stil med små orgler, kaldet portativ eller organetto. Ældste bevarede clavecyterium er fra ca. 1480 (Royal College of Music, London).
Den opretstående facon bevirker at mekanikken bliver lidt anderledes end i cembaloet. På clavicyteriet kan springerne ikke nødvendigvis returnere vha. tyngdekraften som i cembaloet, da de ligger vandret – i stedet kan anvendes et fjedersystem.
Der byggedes også clavicyterier i barokken – mest kendte bygger er den flamske bygger, Albertus Delin (18, årh.), fra hvis hånd, der endnu findes 2 bevarede instrumenter. Et clavicyterium er ofte et relativt kraftigt instrument sammenlignet med det normale cembalo, da lyden er rettet direkte mod publikum.